# When You're Gone (Avril Lavigne-låt)
When You're Gone är en sång skriven av Avril Lavigne och Butch Walker, och inspelad av Avril Lavigne. Den släpptes på singel 2007, och placerade sig högt på olika listor jorden runt.

## Låtlista
CD-singel, Japan
1. "When You're Gone" (albumversion)
2. "When You're Gone" (instrumental)
3. "Girlfriend" (japansk version)

Storbritannien, CD 1
1. "When You're Gone" (albumversion)
2. "Girlfriend" (Dr. Luke remix feat. Lil' Mama)

Storbritannien CD 2/Singel, Australien
1. "When You're Gone" – 3:57
2. "Girlfriend" (Dr. Luke remix) – 3:25
3. "Girlfriend" (Submarines' Time Warp 66 mix) – 3:12
4. "When You're Gone" (video) – 4:08

## Utgivningshistorik
| Region         | Datum        |
| -------------- | ------------ |
| USA            | 19 juni 2007 |
| Japan          | 20 juni 2007 |
| Latinamerika   | 22 juni 2007 |
| Belgien        | 29 juni 2007 |
| Tyskland       | 29 juni 2007 |
| Nederländerna  | 2 juli 2007  |
| Storbritannien | 2 juli 2007  |
| Italien        | 6 juli 2007  |
| Taiwan         | 15 juli 2007 |
| Australien     | 28 juli 2007 |

## Listplaceringar
| Lista (2007)                             | Topplacering |
| ---------------------------------------- | ------------ |
| Argentinska singellistan                 | 1            |
| Australiska ARIA-singellistan            | 4            |
| Austrian Singles Chart                   | 10           |
| Belgian Ultratop 50 (Flanders)           | 36           |
| Belgiska Ultratop (under 50) (Vallonien) | 2            |
| Brasilianska Hot 100                     | 6            |
| Bulgariska spellistan                    | 20           |
| Canadian Hot 100                         | 8            |
| Chile Top 100, spellistan                | 45           |
| Colombianska Top 100                     | 46           |
| Tjeckiska spellistan                     | 3            |
| Danska singellistan                      | 31           |
| Euro 200                                 | 6            |
| Franska singellistan                     | 17           |
| Finland Top 20 Chart                     | 10           |
| Indonesiska singeltoppen                 | 1            |
| Irländska singellistan                   | 4            |
| Italienska Top 50, singellistan          | 4            |

| Lista (2007)                                 | Topplacering |
| -------------------------------------------- | ------------ |
| Japanska (Osaka Hot 100)                     | 7            |
| Litauiska spellistan, Top 40                 | 1            |
| México Top 100, singellistan                 | 65           |
| Nya Zeeland, RIANZ                           | 26           |
| Paraguay Singles Chart                       | 1            |
| Polska nationella Top 50                     | 20           |
| Portugisiska singellistan                    | 1            |
| Spanien, Los 40 Principales                  | 11           |
| Sverigetopplistan                            | 8            |
| Schweiziska singellistan                     | 14           |
| Taiwan ICRT Top 10                           | 2            |
| Brittiska singellistan                       | 3            |
| USA, Billboard Billboard Hot 100             | 24           |
| USA, Billboard Pop 100                       | 16           |
| USA, Billboard Hot 100 Airplay               | 37           |
| USA, Billboard Pop 100 Airplay               | 10           |
| USA, Billboard Hot Digital Songs             | 17           |
| USA, Billboard Top 40 Mainstream             | 9            |
| USA, Billboard Hot Adult Contemporary Tracks | 30           |
| USA, Billboard Hot Adult Top 40 Tracks       | 10           |
| Förenade världslistan                        | 6            |
| Venezolanska singellistan                    | 2            |